# Nurudea yanoniella
Nurudea yanoniella är en insektsart. Nurudea yanoniella ingår i släktet Nurudea och familjen långrörsbladlöss. Inga underarter finns listade i Catalogue of Life.